# مصفورة جنوبية
مصفورة جنوبية (الاسم العلمي: Xanthorrhoea australis) هي نوع من النباتات يتبع جنس المصفورة من فصيلة المصفورية.
سمي هذا النوع بالجنوبي (باللاتينية: australis) نسبة إلى النصف الجنوبي للكرة الأرضية.